# St. Mariä Himmelfahrt (Köln)

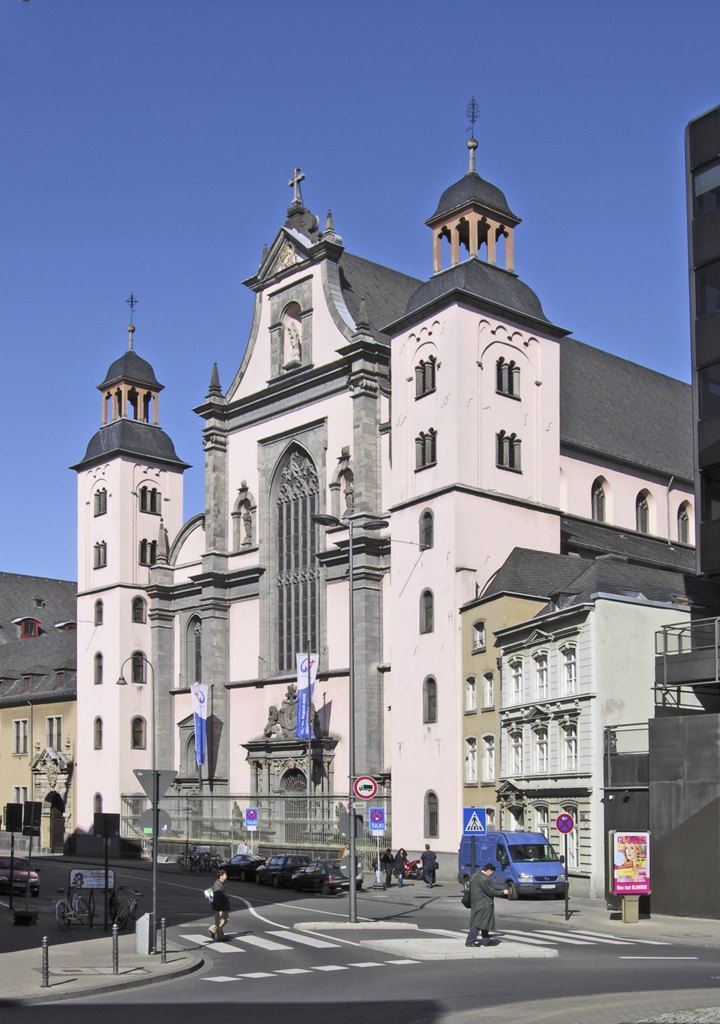
St. Mariä Himmelfahrt in Köln

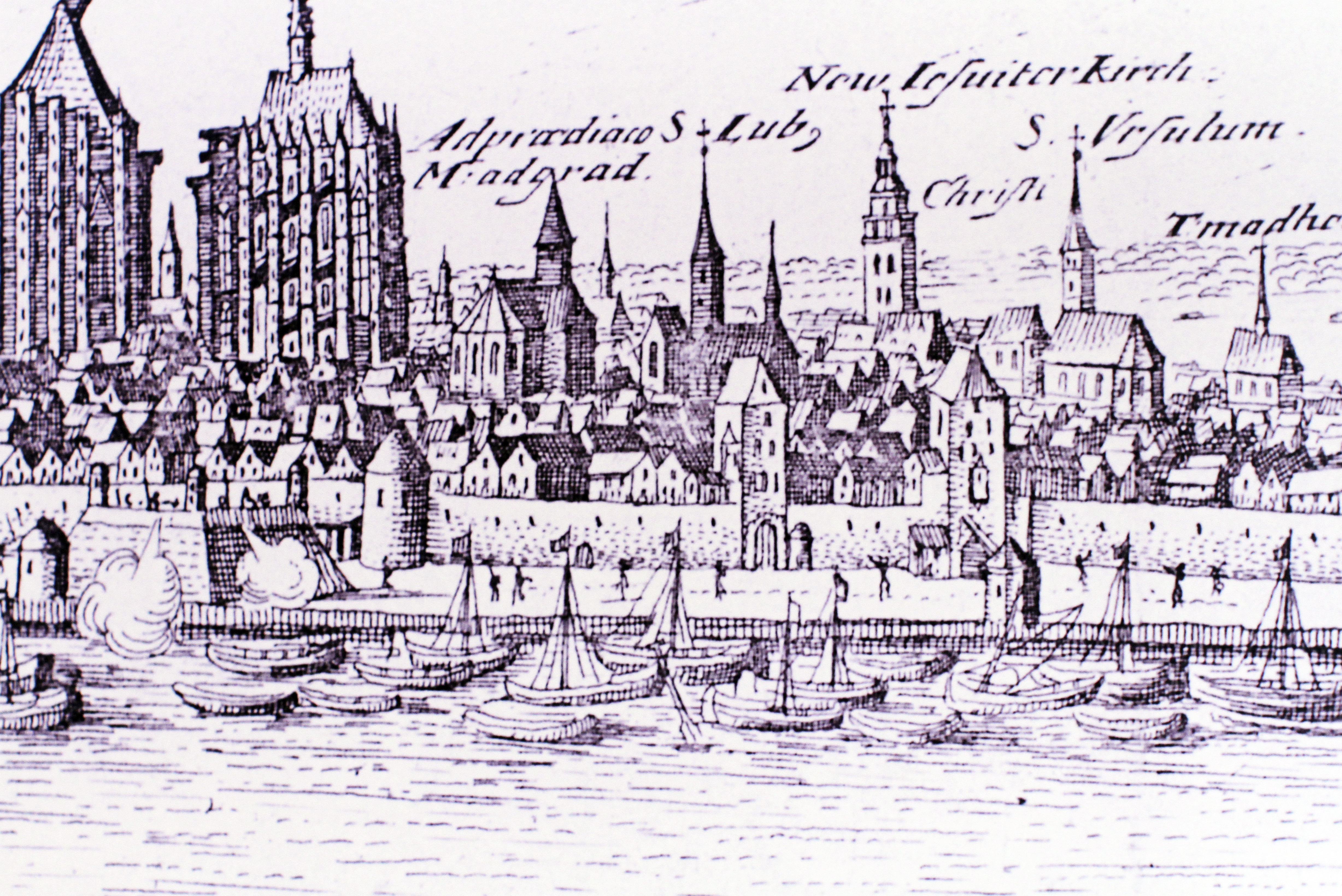
Kirche auf dem Panoramabild von Merian (1650)

Die katholische Pfarrkirche St. Mariä Himmelfahrt war nach dem Dom für lange Zeit die größte Kirche Kölns und ist eines der wenigen noch vorhandenen architektonischen Zeugnisse des Barocks in der Stadt. Die an der Marzellenstraße nahe dem Dom gelegene ehemalige Kollegkirche der Jesuiten wurde nach Plänen von Christoph Wamser errichtet, der bereits die Jesuitenkirche in Molsheim (Elsass) errichtet hatte. Diese Kirche diente St. Mariä Himmelfahrt auch als unmittelbares Vorbild. Wamser ist auch bis 1623 als Bauleiter nachgewiesen. Danach übernahm Valentin Boltz aus Thüringen die Bauleitung und Innenausgestaltung.
Der Grundstein wurde 1618 gelegt. 1629 wurde sie in Gebrauch genommen. Vollendet war sie im Jahre 1678. Im Zweiten Weltkrieg wurde die Kirche bis fast auf die Umfassungsmauern zerstört. In den Jahren 1949 bis 1979 erhielt sie ihre ursprüngliche Gestalt zurück. Die Kölner Anlage entstand gleichzeitig mit der Jesuitenkirche St. Michael in Aachen, und darauf folgend die Kirchen in Bonn, Coesfeld und Paderborn.

## Gesamtanlage

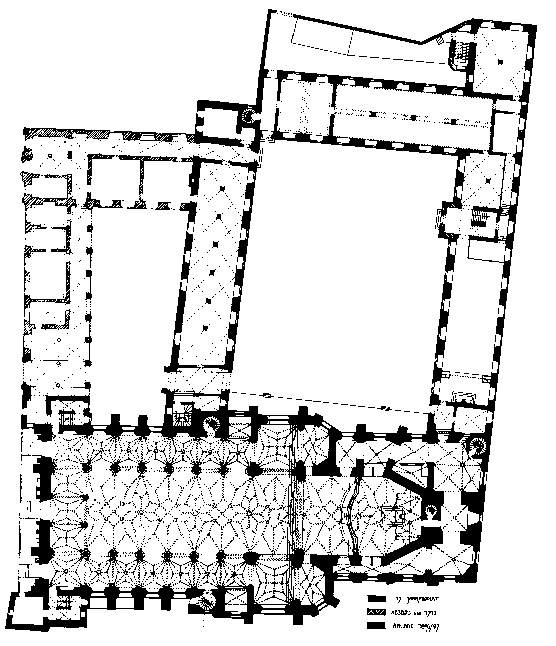
Grundriss mit Kolleg

St. Mariä Himmelfahrt ist eine dreischiffige siebenjochige Basilika mit Emporen, schmalem Querschiff mit fünfseitigen Nebenchören, die die ganze Länge der Querschiffarme umfassen, und dreijochigem Hauptchor in Mittelschiffbreite, der mit drei Seiten eines Sechsecks schließt. Die westliche Eingangsfront ist – wohl nach dem Vorbild der Jesuitenkirche in Luxemburg – von zwei Flankierungstürmen begleitet; sie sind gegenüber der Fassadenfront vorgezogen, so dass ein schmaler Hof entsteht. Der Glockenturm erhebt sich hinter dem Chor, um den sich außerdem ein Kranz von Sakristeiräumen schließt. Die Winkel zwischen den Querschiffarmen und den Seitenschiffen füllen Kapellen mit angrenzenden Wendeltreppen zu den Emporen aus. Weitere Zugänge auf die Emporen vermitteln zwei Treppenhäuser in den Flankierungstürmen, von denen nur noch das nördliche besteht. Die Kirche ist aus verputztem Backstein errichtet und mit Werkstein gegliedert.

### Maße
- Gesamtlänge: 60,15 Meter
- Gesamtbreite: 24,20 Meter
- Breite des Mittelschiffs: 12,60 Meter
- lichte Höhe: 24,80 Meter
- Seitenschiffbreite: 4,80 Meter

## Außenbau

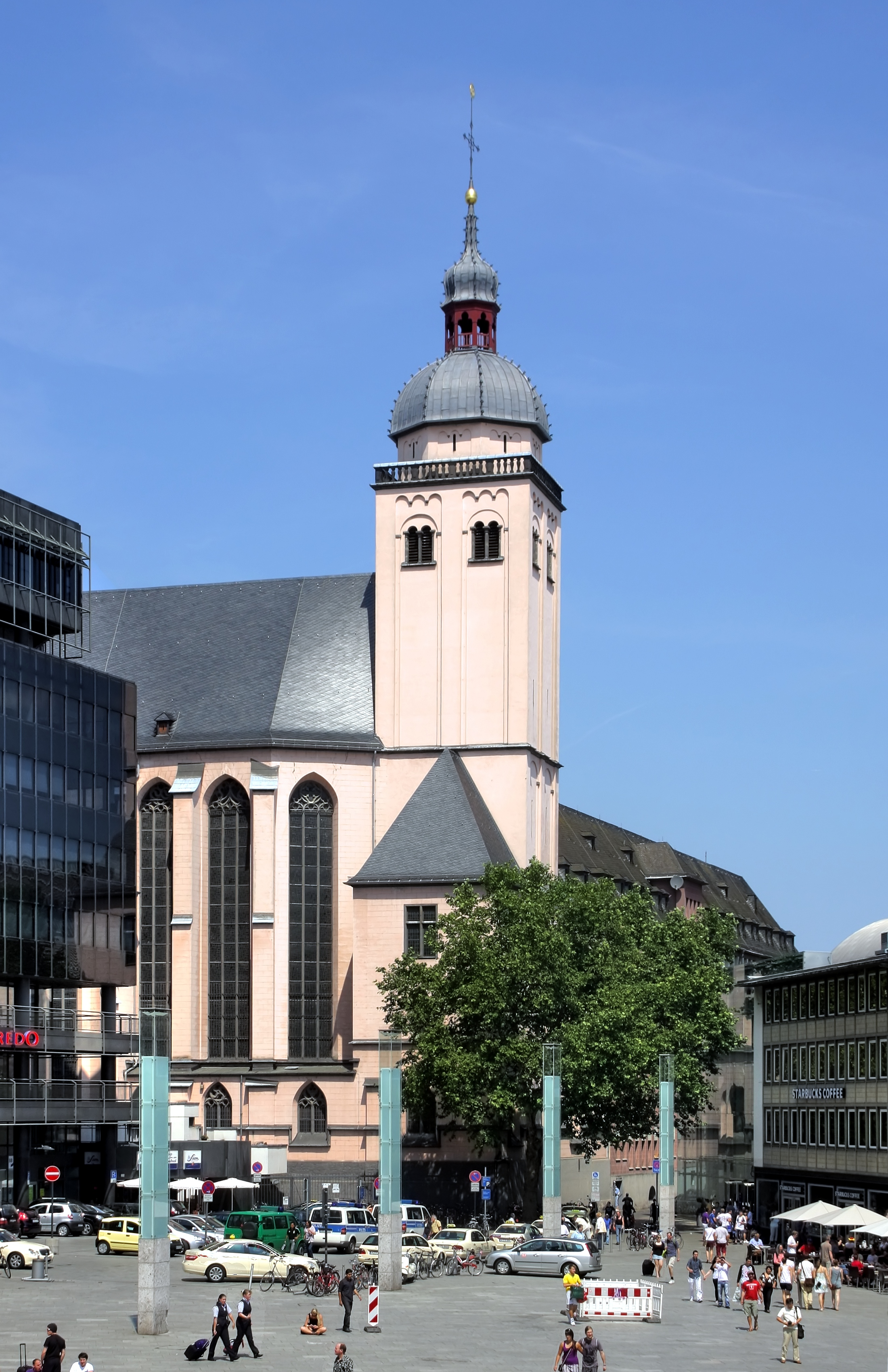
Ostturm

Chöre und Langseiten – durch eine erdrückende Umbauung heute nur noch partiell sichtbar – sind durch spitzbogige Maßwerkfenster und kräftige Strebepfeiler gegliedert. Die Querschiffarme treten am Außenbau nicht in Erscheinung; sie liegen unter einem gemeinsamen Dach mit den Seitenschiffen und Nebenchören. Obergaden und Chorturm sind glatt verputzt, die übrigen Teile der Seitenfront mit Quaderputz versehen. Die ursprüngliche Farbfassung ist nicht überliefert; vorstellbar ist ein nach Grau gebrochenes Weiß.
Die Eingangsfront ist dreiteilig durch große Pfeilerordnungen gegliedert und lässt im Aufbau den basilikalen Querschnitt der Kirche erkennen. Das rundbogige gemittelte Portal ist von Doppelsäulen korinthischer Ordnung und kräftigem Gebälk gerahmt. Zwischen den Säulenpaaren Nischen mit den Jesuitenheiligen Ignatius von Loyola (links) und Franziskus Xaverius (rechts). Im Bogenscheitel befindet sich eine Kartusche mit dem Christusmonogramm, auf das zwei Engel in den Bogenzwickeln hinweisen. Als Bekrönung des Gebälks befindet sich das von Löwen gehaltene und vom Goldenen Vlies umgebene Wappen Herzogs Maximilian von Bayern. Das Haus Wittelsbach war über das Amt der Kölner Kurfürsten mit der Stadt verbunden und beim Bau der Kirche bedeutende Stifter. Neben dem Portal stehen weitere Jesuitenheilige: Aloisius von Gonzaga (links) und Stanislaus Kostka (rechts). Über dem Hauptportal erhebt sich ein sechsteiliges Spitzbogenfenster mit reichem Maßwerk. Haupt- und Nebenportale waren einschließlich der Figuren farbig gefasst, wobei ein starker Goldanteil vorherrschte. Die Flankierungstürme haben in den unteren vier Geschossen werksteingerahmte Rundbogenfenster; die beiden oberen Geschosse sind romanisierend behandelt und von geschweiften Hauben mit offenen Laternen bekrönt.

## Innenbau

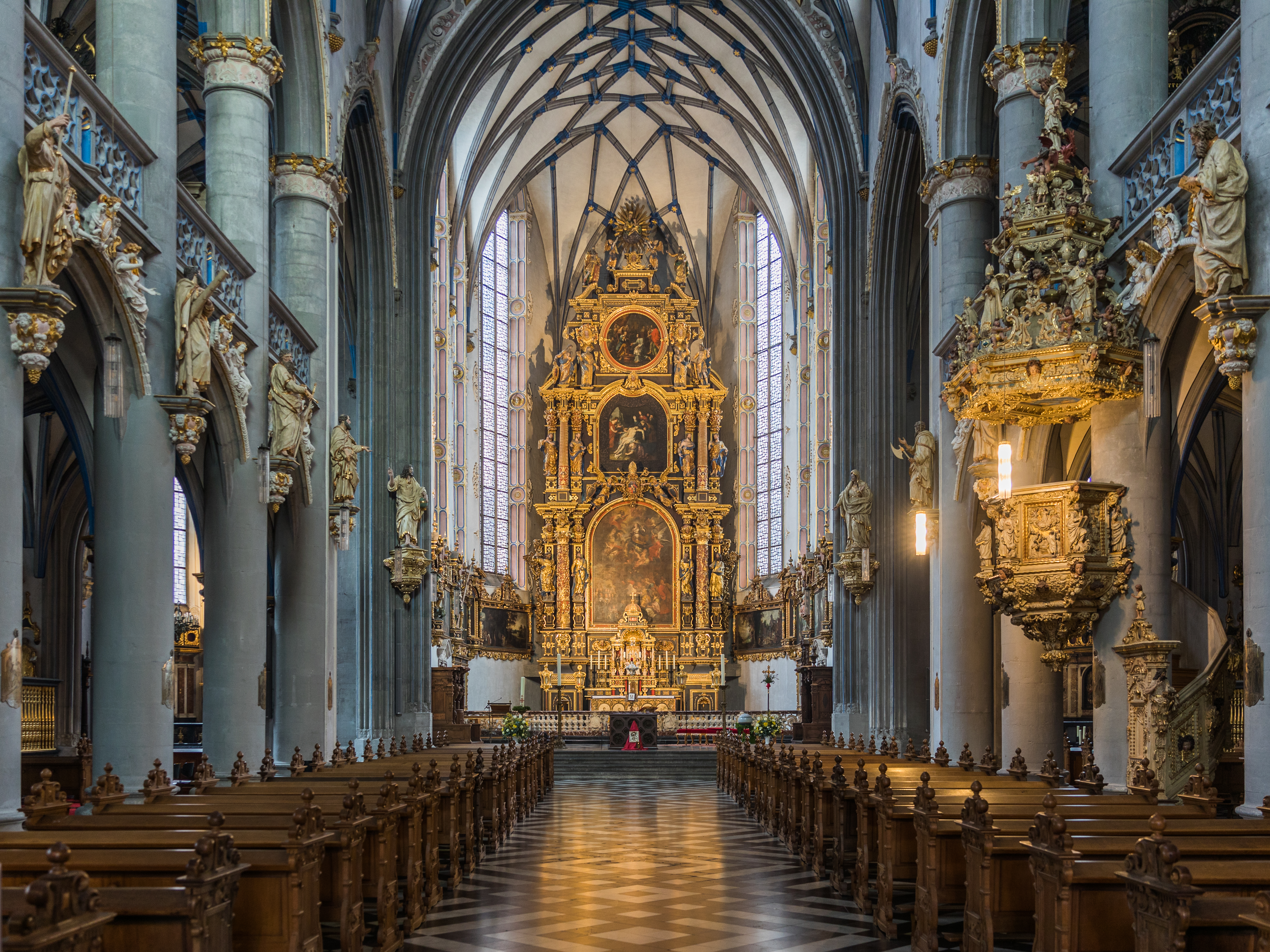
Innenansicht

Der Raum ist der mittelalterlichen Baukunst verpflichtet; Lichtführung und Ausstattung prägen jedoch sein Erscheinungsbild frühbarock um. Je sechs durch Spitzbogen verbundene Rundpfeiler toskanischer Ordnung gliedern das Mittelschiff gegen die basilikalen Seitenschiffe ab. Sie sind durch Emporen unterteilt und diese mit der Orgelempore auf zwei Rundpfeilern im Westen verbunden. Die Steinbrüstungen der Emporen mit Figurennischen bestehen aus durchbrochenem Maßwerk in spätgotischen Formen. Auf Konsolen mit üppigen herabhängenden Trauben ruht in Mittelschiff, Vierung und Chor ein reiches Netzgewölbe in der Gesamtform einer flachen halbsteinstarken Tonne mit hohen Stichkappen über Chor- und Obergadenfenstern. Das feinmaschige Rippennetz besteht alternierend aus den Grundformen Stern und Quadrat und überspannt den gesamten Raum ohne herkömmliche Gurtbögen. Den Netz- und Sterngewölben entspricht ein gemusterter Fußboden aus schwarzen und weißen Marmorplatten.
Ganz im Sinne des Barock, ist die helle Lichtführung durch die auch ursprünglich farblosen Fenster. Die Laibungen der Fenster zeigen eine stets sich wiederholende Stuckatur aus Leistenwerk und Rosetten mit den Namenszeichen Christi und Mariens oder Engelsköpfen. Fensterkonturen, Pfeilerkapitelle, Gewölbekonsolen der Emporen und Arkadenkonturen sind ebenfalls mit Ornamentstuck verziert.
Christus und Maria, als Zentralgestalten des Bildprogramms, erscheinen als „Salvator Mundi“ und „Regina Coeli“ in überlebensgroßen Freiplastiken am Triumphbogen. Sie sind damit dem Chorbereich als dem Ort der Eucharistiegeschenes zugeordnet und schließen sich so mit den Freiplastiken der Apostel an den Rundpfeilern des Mittelschiffs und der Orgelempore zusammen.
Neben den Aposteln standen in den Nischen der Emporenbrüstungen kleinere Heiligenfiguren, die bis auf zwei im Zweiten Weltkrieg verloren gingen. In den Wänden des Chores befinden sich durch Gemälde verborgene Nischen, in denen an besonderen Festtagen Reliquien zur Schau gestellt wurden.

### Ausstattung

#### Hochaltar
Der Hochaltar wurde 1628 von Kurfürst Ferdinand von Bayern gestiftet und in der Kölner Kollegwerkstatt unter Leitung von Valentin Boltz ausgeführt. Als Vorbild darf der Hochaltar in der Münchner Jesuitenkirche St. Michael angesehen werden. Nach dem Krieg wurde der Altar von 1964 bis 1979 unter Verwendung geborgener Originalfragmente rekonstruiert. Der Altar, aus Holz geschnitzt und im ursprünglichen Farbklang Schwarz/Rot/Gold gefasst durchmisst in drei Geschossen die ganze Höhe des Chores (22,50 Meter). Die beiden unteren Geschosse gleichen sich, doch ist das obere niedriger. Die beiden rundbogigen Felder der Altargemälde sind seitlich von Säulen flankiert, an deren Innenseite ursprünglich Engel, an den Außenseiten nicht mehr deutbare alttestamentliche Gestalten standen. Diese Figuren wurden im letzten Weltkrieg zerstört; an ihre Stelle kamen sechs Figuren aus dem Apostelzyklus von St. Pantaleon in Köln sowie als innere Figuren des unteren Geschosses die Apostel Petrus und Paulus, erworben im Kunsthandel.
Das zweite Geschoss zeigt einen gesprengten Giebel, aus dem das oberste Geschoss mit rundem Bildfeld herausragt, flankiert von König David (ganz rechts) und drei anderen nicht benennbaren Gestalten des Alten Testaments. Auf den geschweiften Giebelansätzen der Bekrönung stehen Moses (links) und Aaron (rechts). Als Abschluss eine Halbfigur der Madonna in der Strahlenglorie mit Engeln.
Von der Wendeltreppe im Glockenturm führen Türen zu drei Plattformen hinter dem Altar, von denen aus die Altargemälde den kirchlichen Festen entsprechend ausgetauscht werden konnten.
Ein Meisterwerk jesuitischer Theatralik ist das Tabernakel, heute eine Rekonstruktion unter Verwendung einiger originaler Teile. Auf der Mensa steht ein Retabel von tempelartigem Aufbau mit gewundenen Säulen auf den Schultern von Engeln. Der bekrönende Aufbau endet in einer Kuppel. Bemerkenswert ist das walzenförmige Expositorium. Bei der Aussetzung des Allerheiligsten wurde hinter dem Altar mit einer Kurbel ein Mechanismus in Bewegung gesetzt, der das Expositorium etwa 20 Zentimeter nach vorne schob. Dabei öffneten sich zwei Türen, und es erschien eine feststehende Monstranz, über der Gottvater mit Engeln in den Wolken schwebte. Zwei Leuchterengel bewegten sich gleichzeitig in das Tabernakel hinein, machten eine Vierteldrehung und wendeten sich, präsentierend, dem Allerheiligsten zu. Laut Berichten von Kirchgängern die den Mechanismus noch vor dem Krieg erlebt haben ging das nicht ohne erhebliches Quietschen vonstatten. Ein Umstand, den man der Wartung, nicht den barocken Konstrukteuren zuschreiben muss. Die Mechanik wurde ebenfalls rekonstruiert und wird heute elektronisch in Gang gesetzt. Die zylindrische Monstranz sowie die Darstellung Gottvaters sind im Original erhalten geblieben und wurden wieder eingebaut.

#### Reliquiarzone des Chores
Mit dem Hochaltar schließen sich an den Chorwänden beiderseits vier Gemälde in reichverzierten Schnitzrahmen zusammen. Die Gemälde verdecken Nischen, in denen bis zur Zerstörung im Zweiten Weltkrieg Reliquien aufgestellt waren. Die Bilder wurden an Festtagen entfernt, so dass die Reliquien sichtbar wurden. Die unzerstört gebliebenen Gemälde werden Johann Toussyn zugeschrieben und zeigen in arkadischen Landschaften Szenen aus dem Marienleben und der Kindheit Jesu.

#### Kommunionbank
Die aus rotem und weißem Marmor gefertigte Kommunionbank war ein Werk des Jesuitenpaters Peter van der Ka nach einem Entwurf des Paters Adam Graf von Wihlig und wurde laut Chronogramm 1724 geschaffen. Das doppeltürige Mittelstück wie die geraden Seitenteile waren mit üppigem Akanthus, Engeln und Symbolzeichen ausgestattet. Sinnzentrum war ein vergoldeter Kelch mit Strahlenhostie, umgeben von Wolken und Engelsköpfen; daneben zusammengebundene Ähren, Weintrauben und Maiskolben. Die Kommunionbank wurde im Zweiten Weltkrieg zerstört.

#### Altäre der Nebenchöre
Die Altäre der Nebenchöre entsprechen einander. Sie wurden von Valentin Boltz und seiner Werkstatt geschnitzt. Der südliche Marienaltar blieb im letzten Weltkrieg weitgehend unzerstört, der nördliche Kreuzaltar dagegen wurde bis auf die vorzeitig ausgelagerten Figuren vernichtet; heute ist er wie auch die Marmorverkleidung des nördlichen Nebenchores nach dem unzerstörten Gegenstück auf der Südseite kopiert.
Der Marienaltar wurde laut Inschrift 1628 von Franz Wilhelm von Wartenberg, Bischof von Osnabrück gestiftet. Das Retabel ist zweigeschossig aufgebaut und bis in die Bekrönung von Engel flankiert. Das untere Hauptgeschoss bildet eine Nische mit einer sitzenden Muttergottes im Strahlenkranz des 14. Jahrhunderts umgeben von Engeln. Die Nische war nur an Festtagen geöffnet, ansonsten mit einem Gemälde, das die „Himmelfahrt Mariens“ zeigte verschlossen. Über der Nische, von Engeln präsentiert, befindet sich das Wappen des Stifters. Im Obergeschoss ein Gemälde der Marienkrönung. Im abschließenden Aufsatz die Stifterinschrift. Nach Abnahme der Übermalung zeigte sich die teilweise marmorierte Originalfassung so gut erhalten, dass nur kleine Fehlstellen auszubessern waren.

#### Glocken
Im Ostturm hängen auf zwei Stockwerke verteilt sieben Glocken. Das Hauptgeläut der vier großen Glocken befindet sich in der Glockenstube hinter den Schallarkaden; die drei kleineren Glocken sind im Stockwerk darüber. Die beiden Weltkriege ließen von dem einst sechsstimmigen Geläut nur die große Marienglocke übrig; sie zählt zu den wenigen erhaltenen Werken des Mainzer Gießers Johannes Reutter und beansprucht damit besonderen Denkmalwert. Die Ignatius- und die Franciscus-Xaverius-Glocke wurden in akustischer wie ikonographischer Anlehnung an die vormaligen, ebenfalls von Reutter geschaffenen Glocken gegossen. Eine Scherbe dieser historischen Glocken ist im Inneren der Kirche aufbewahrt. Im Übrigen stiftete die Witwe des Gussstahlfabrikanten Jacob Mayer im Jahre 1882 vier Glocken aus Gussstahl.

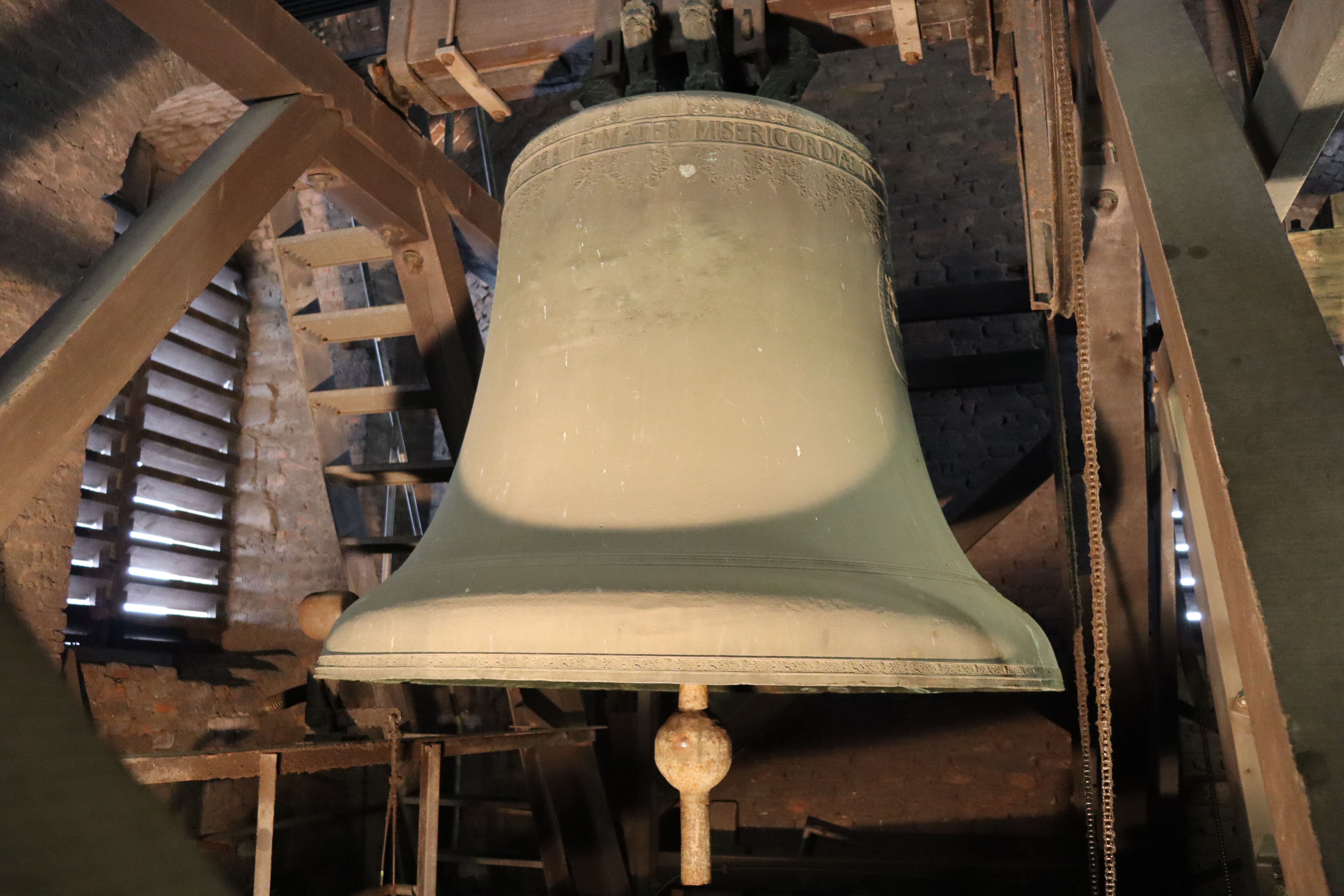
Die Marienglocke von 1631

| Nr. | Name                      | Gussjahr | Gießer                  | Durchmesser (mm) | Masse (kg) | Schlagton (HT-1/16) | Inschrift                                                                                                   |
| 1   | Maria                     | 1631     | Johannes Reutter        | 1700             | 3400       | h0 +1               | + MARIA MATER GRATIAE, MATER MISERICODIAE, TU NOS AB HOSTE PROTEGE ET HORA MORTIS SUSCIPE [+]               |
| 2   | Ignatius                  | 1996     | Koninklijke Eijsbouts   | 1350             | 1700       | dis1 ±0             | S. IGNATIUS QVAS STELLA MATVTINA ET QVASI SOL REFVLGENS SIC ILLE EFFVLSIT IN TEMPLO DEI ECCL. CAP. L        |
| 3   | Franciscus Xaverius       | 1996     | Koninklijke Eijsbouts   | 1120             | 1000       | fis1 +1             | SANT FRANCISCVS XAVERIUS ISTE ASPERSIT GENTES MVLTAS, REGES CONTINUVERVNT SVPER IPSUM OS ISAIAE L II        |
| 4   | Teresia Benedicta a Cruce | 2002     | Koninklijke Eijsbouts   | 900              | 473        | ais1 +1             | VIGILATE QVIA QVA DIEI HORA NON PVTATIS FILIVS HOMINIS VENTVRVS EST. EIJSBOUTS ASTENSIS REFVDIT A. D. MMII. |
| 5   | Helena                    | 1966     | Petit & Gebr. Edelbrock | 660              | 190        | dis2 –1             | + HEILIGE HELENA, BITTE FÜR UNS [+]                                                                         |
| 6   | Antonius                  | 1966     | Petit & Gebr. Edelbrock | 540              | 110        | fis2 –3             | + HEILIGER ANTONIUS VON PADUA, BITTE FÜR UNS [+]                                                            |
| 7   | Augustinus                | 1966     | Petit & Gebr. Edelbrock | 470              | 60         | gis2 –4             | + HEILIGER AUGUSTINUS, BITTE FÜR UNS [+]                                                                    |

## 18. bis 20. Jahrhundert
Nach dem Einmarsch französischer Revolutionstruppen 1794 erlebte diese Kirche die Säkularisation im Kanton Köln, das heißt, sie wurde als Dekadentempel profaniert. Das Gebäude wurde aber dann von den Kölner Bürgern, insbesondere dem Ratsherrn Laurenz Fürth, erworben und vor dem Abbruch bewahrt. Nach dem Konkordat von 1801 wurde die Kirche wieder als Gotteshaus geweiht. Seit 1803 ist die Pfarrkirche mit dem Patrozinium Mariä Himmelfahrt versehen.
Mit dem Wachstum Kölns wurde 1901 die Kirche St. Agnes fertiggestellt, sie ist seither nach dem Dom die größte Kirche Kölns.

### Zerstörung
Bei Bombenangriffen auf Köln 1941–1945 wurden Dächer und Turmhelme zerstört; die Gewölbe von Mittelschiff und Chor stürzten ein. Das Innere brannte völlig aus. Der nördliche Querschiffarm mit der Nordapsis und das Seitenschiffjoch erhielten einen Volltreffer. Zwei Kappen des südlichen Querschiffgewölbe fielen herab. Erhalten blieb im Wesentlichen das Mauerwerk der Westfassade mit den Flankierungstürmen, die Gewölbe unter den Emporen, die oberen Seitenschiffgewölbe bis auf das Westjoch des Nord- und die beiden westlichen Joche des Südschiffs. Doch war keines der Gewölbe mehr in statisch unbedenklichem Zustand. Das Fenstermaßwerk wurde teilweise vernichtet. Ein Teil der Ausstattung wie Gemälde und Skulpturen konnten rechtzeitig ausgelagert werden. Unzählige Ausstattungsreste waren noch aus dem Schutt zu bergen.

## Nachbarschaft (Marzellenstraße)
Am unmittelbar anschließenden Nachbargebäude Marzellenstraße 36 erinnern große Gedenktafeln an Lehrer, die zur Zeit der Jesuiten oder später am Dreikönigsgymnasium gewirkt hatten. Von den Jesuiten sei Friedrich Spee von Langenfeld hervorgehoben, der berühmte Gegner der Hexenprozesse.

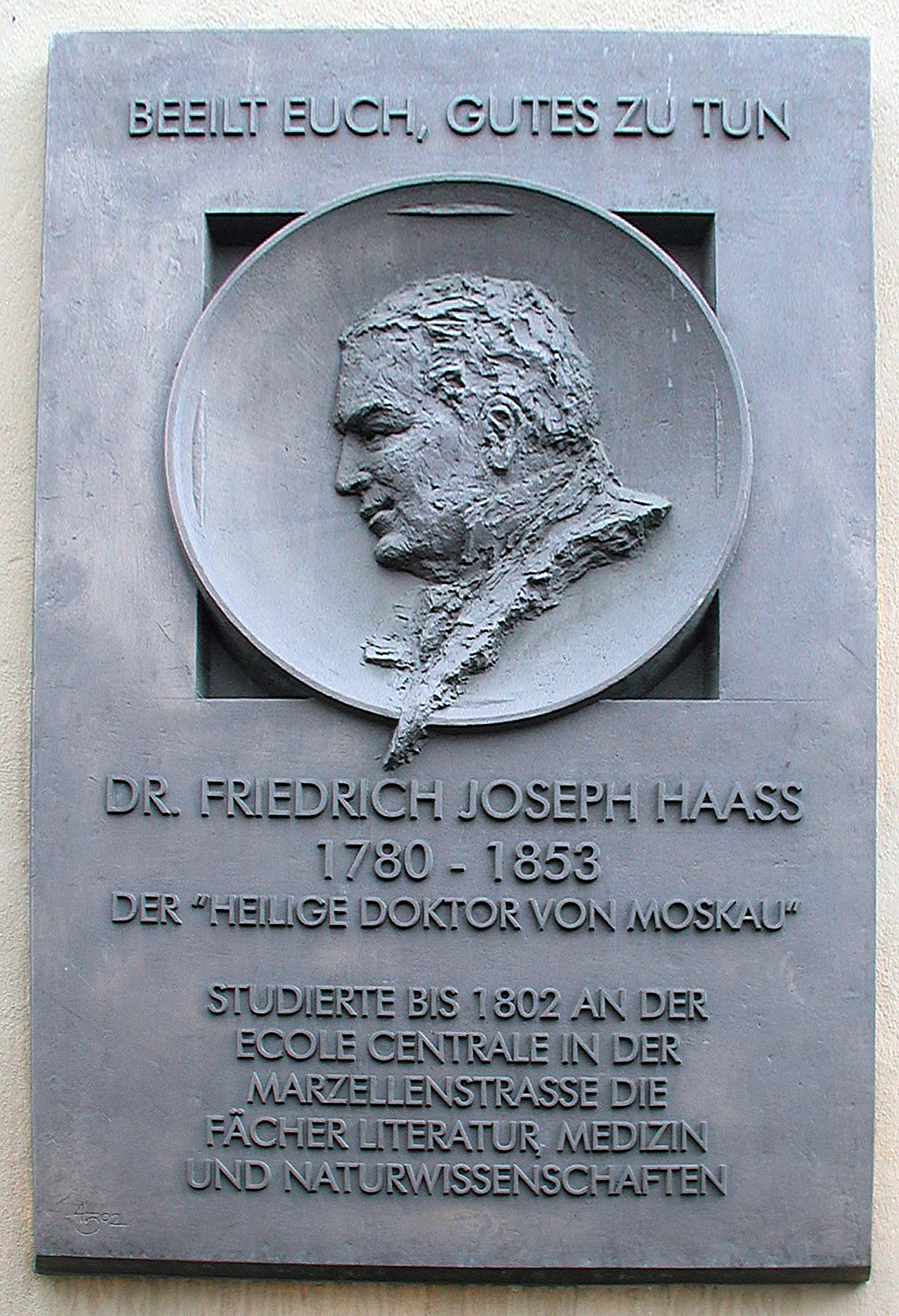
Friedrich Joseph Haass
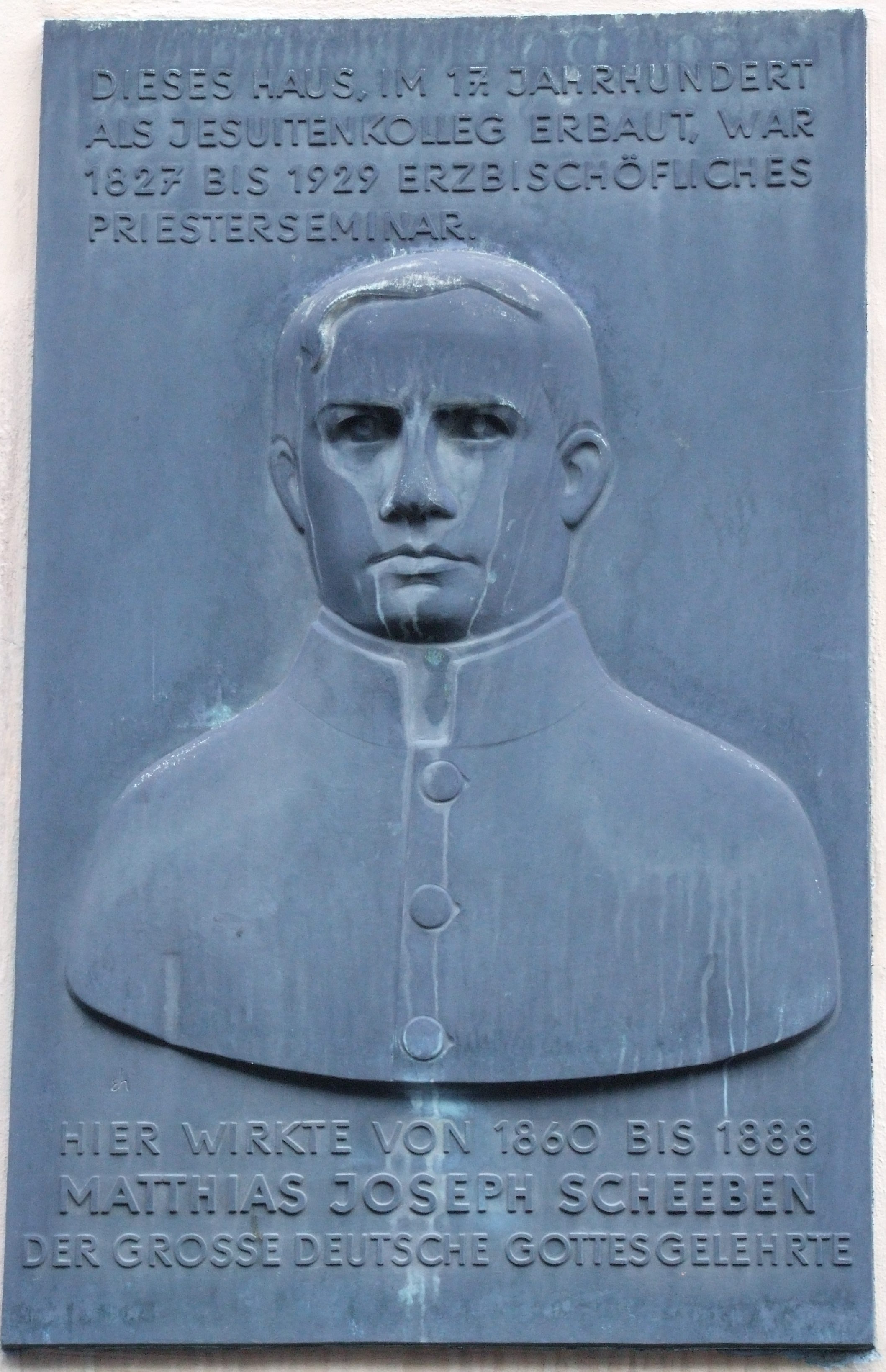
Mathias Joseph Scheeben († 21. Juli 1888)